# Paritätische Kirche (Birmenstorf)

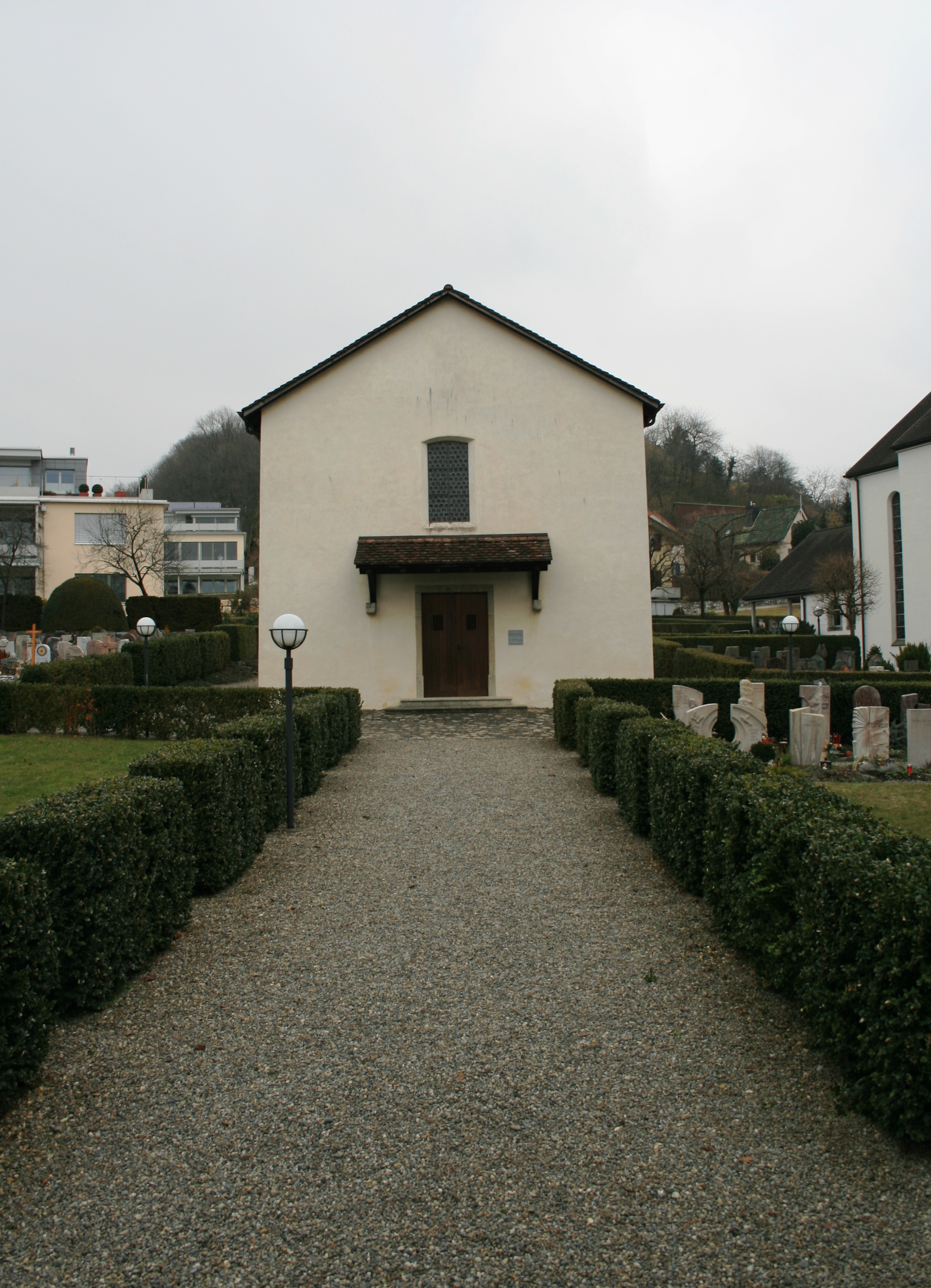
Die heutige Friedhofskapelle

Die ehemalige paritätische Kirche St. Leodegar ist die erste Kirche von Birmenstorf im Kanton Aargau. Sie wurde vermutlich im 12. Jahrhundert erbaut und 1937 grösstenteils abgebrochen. Einzig der Chor wurde stehengelassen und zur heutigen Friedhofskapelle umgebaut. 
Die Friedhofskapelle ist heute als gesamtes denkmalgeschützt, die Fresken im Innern sind als national schutzwürdig eingestuft (höchste der drei Schutzstufen).

## Geschichte

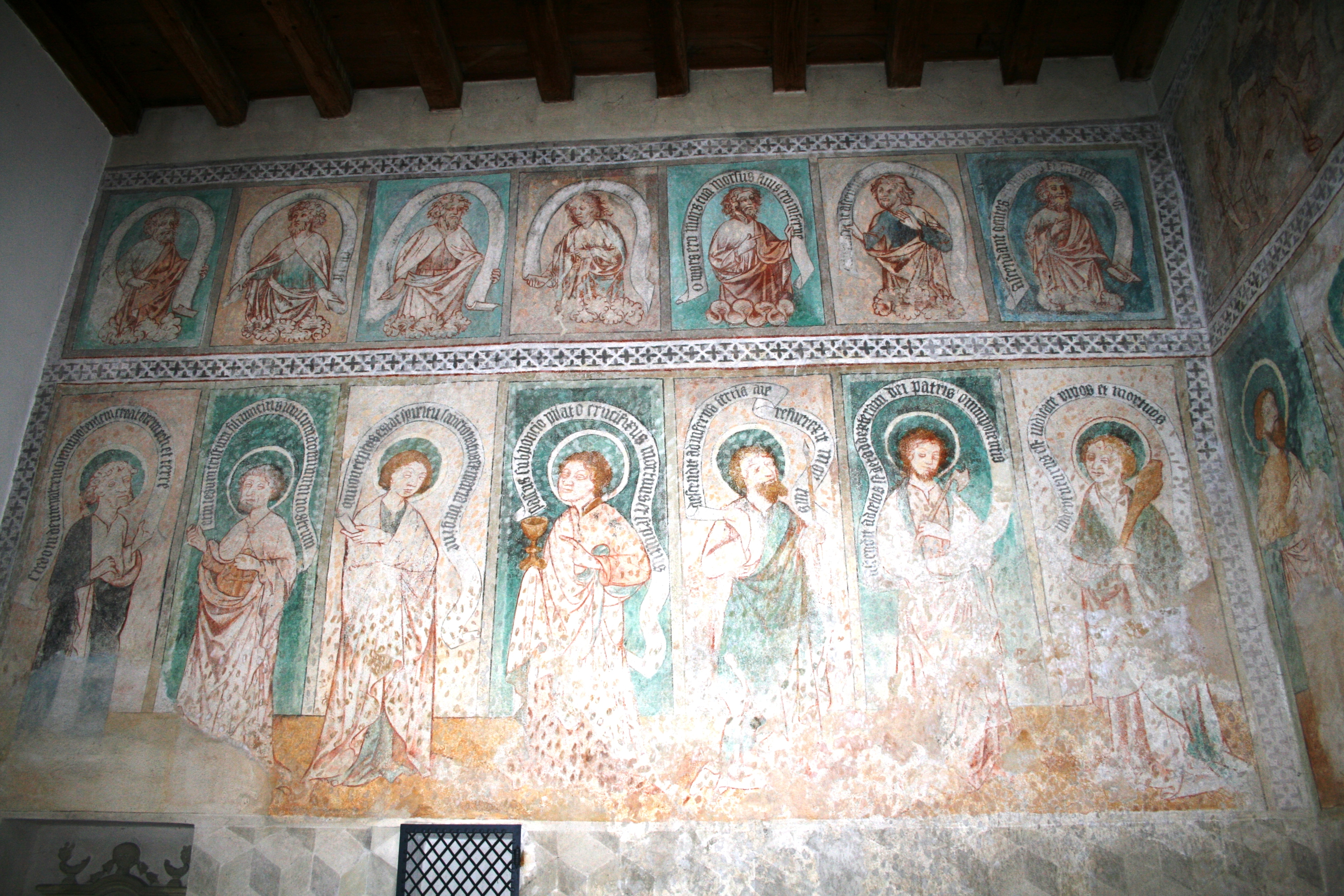
Die Fresken an der linken Seitenwand

Die erste Kirche von Birmenstorf wurde vermutlich im 12. Jahrhundert erbaut. Durch seine Wandgemälde ist das Patrozinium des heiligen Leodegar seit dem Jahr 1440 verbürgt. Der Kirchenbau wird aber im 12. Jahrhundert vermutet. 
Vermutlich wurde die Kirche als Eigenkirche von einem frühmittelalterlichen Grundherrn gestiftet. Kirchensatz und Zehntbezugsrechte waren mit dem Niedergericht verknüpft, so dass sie wie der Herrenhof (Meierhof) von den Herren von Leibegg über die Grafen von Kyburg an Königsfelden gelangte.
Nach dem Landfrieden von 1531 wurde die Kirche von Katholiken und Protestanten gemeinsam, d. h. paritätisch verwendet. 1930 kauften die Katholiken der reformierten Kirchgemeinde ihren Anteil ab, so dass die Kirche seit diesem Zeitpunkt allein der katholischen Kirchgemeinde gehörte. Die Katholiken beschlossen, sie abzureissen und daneben einen Neubau zu errichten. Weil im Chor mittelalterliche Malereien entdeckt wurden, wurde beschlossen, den Chor nicht abzubrechen, sondern daraus die Friedhofskapelle zu gestalten. Diese Kapelle wird ihrer Fresken wegen auch Freskenkapelle genannt.
Die ausbezahlte reformierte Kirchgemeinde baute am Dorfrand die Reformierte Kirche Birmenstorf, die am 28. Juni 1936 eingeweiht wurde.

## Bauwerk
Es handelt sich um eine geostete Kirche mit rechteckigem viergeteiltem Schiff. Die nördliche Längsseite wies vier Fenster auf, auf der Südseite war anstelle des zweiten östlichsten Fensters eine Tür. An der westseitigen Stirnwand war das Hauptportal. Der eingezogene rechteckige Chor mit Blockaltar schloss sich an das Schiff an. Hinter dem Chor war die Sakristei angebaut, welche durch eine vom Altar verdeckte Türe betreten werden konnte. Vor dem Chorbogen im Schiff war ein Podest, auf dem die beiden Seitenaltäre standen.
Anlässlich der archäologischen Untersuchungen vor und während des Abbruches 1937 wurden vier Bauetappen festgestellt. Zu der ältesten Etappe aus dem 12. Jahrhundert zählen die drei vorderen Viertel des Schiffes. Anhand der fehlenden Fundamente muss davon ausgegangen werden, dass die erste Kirche ein normaler Rechteckbau ohne Anbauten war. Die Aussenabmessung betrug in der Breite 9 Meter und in der Länge 15,5 Meter. 
Die zweite Bauetappe war der fast quadratische Chor mit einer Seitenlänge von rund 7 Meter. Er muss Ende des 13. oder Anfang des 14. Jahrhunderts entstanden sein und wurde an die alte verputzte Ostwand der ersten Etappe angebaut. Vor dem Blockaltar wurden drei Klerikergräber aus dem 17. Jahrhundert gefunden. Wann die Sakristei erbaut wurde, kann nicht mehr festgestellt werden. 1815 wurde westlich die Stirnwand abgerissen und das Schiff um 5,5 Meter verlängert, wobei in diesem Teil eine Empore eingebaut wurde. 1837/38 wurde die alte Sakristei hinter dem Chor abgerissen und durch einen Neubau ersetzt. 
Die Sakristei und das Kirchenschiff wurden 1937 abgebrochen, der Chor mit den Wandmalereien wurde zur Friedhofskapelle (auch Freskenkapelle) umgestaltet. Die Glocken wurden weiterverwendet und in der neue katholischen Kirche aufgezogen.

## Chor, heutige Friedhofskapelle
Der Chor erhielt 1937 eine Westfront mit einem rechteckigen überdachten Portal. Im Innern versuchte man die Gestaltungsmerkmale aus der Zeit um 1300 zu bewahren. Eine Bohlenbalkendecke wurde eingezogen. In der östlichen Stirnwand wurde anstelle der Türe zur Sakristei ein spitzbogiges Fenster eingebaut. Als das Schiff bereits abgerissen war, entdeckte man am 17. Mai 1937 im Chorraum unter einem dicken Verputz alten Fresken aus dem Jahre 1440. Zum Teil waren sie beschädigt und wiesen Fehlstellen auf. Ihre Existenz war schon in der Chronik von Pfarrer Fridolin Stamm erwähnt.
Mit einem Notdach wurde der Chor gesichert, um die Fresken zu retten. Die Leitung der wissenschaftlichen Untersuchung hatte Linus Birchler. Die Ergänzungen der Fresken, die Karl Haaga 1937 angebracht hatte, wurden anlässlich der Renovation 1995 grösstenteils wieder rückgängig gemacht. Der ehemalige Chorraum wurde zur heutigen Friedhofskapelle umgestaltet und die Fresken restauriert. Seit 1937 steht die Kapelle unter dem Schutz der Eidgenossenschaft.